# Ohalo II

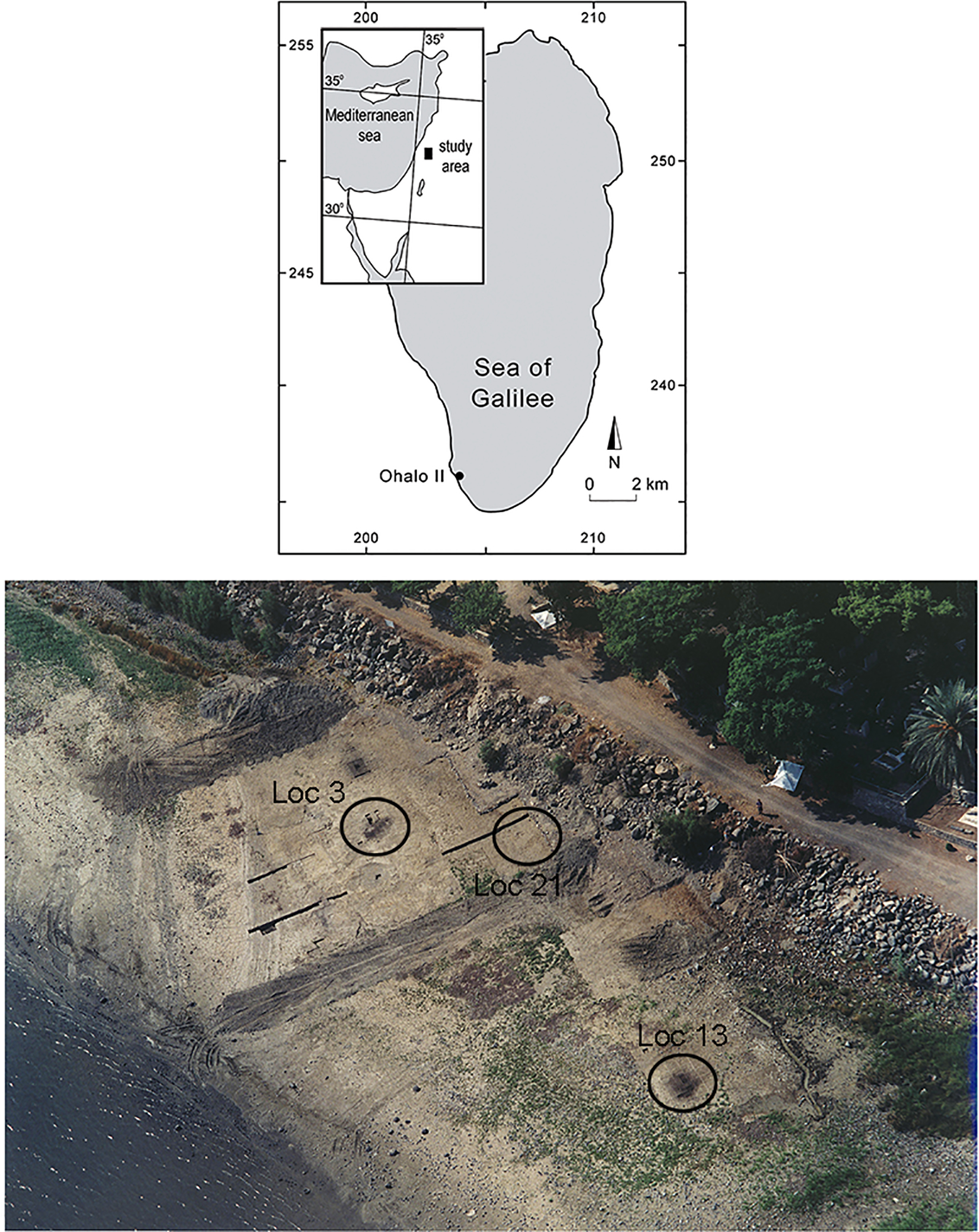
Stanowisko Ohalo II i jego lokalizacja

Ohalo II – stanowisko archeologiczne w północnym Izraelu przy brzegu Jeziora Galilejskiego, w którym znaleziono pozostałości obozowiska ludności rybacko-łowiecko-zbierackiej z pogranicza epok górnego paleolitu i epipaleolitu. Znane jest z wielkiej liczby znakomicie zachowanych skamieniałości makroszczątków zwierząt i roślin, w tym ziaren zbóż oraz z odkrycia jednych z najstarszych na świecie: śladów mielenia dzikich zbóż, chat wykonanych z gałęzi i żaren.

## Historia odkrycia i eksploatacji
Ohalo II położone jest tuż nad brzegiem południowo-wschodniej części Jeziora Galilejskiego, około 9 km na południe od miasta Tyberiada. Do odkrycia doszło w roku 1989, gdy w efekcie trzyletniej suszy wyjątkowo nisko, o kilka metrów, opadły wody jeziora, co odsłoniło stanowisko archeologiczne o powierzchni 120 m². Późniejsze badania pozwoliły ustalić, że ma ono znacznie większą powierzchnię – ponad 2000 m² według danych z 2022. Prace archeologiczno prowadzono w kolejnych sezonach, gdy poziom wód jeziora opadał o ponad 2 m, czyli w okresach 1989-1991 i 1999-2001.

## Datowanie i opis stanowiska
Stanowisko wydatowano metodą radiowęglową na 23 tys. lat temu i ponieważ jest to wiek blisko granicy paleolitu górnego z epipaleolitem, to zaliczane jest do obu epok. Archeolodzy rozpoznali tu ślady sześciu chat z sześcioma skupiskami palenisk ulokowanymi na zewnątrz. Budowle, o powierzchni 5 do 13 m² i długości od 2,5 do 4,5 m były wzniesione z materiału roślinnego, w przypadku największej chaty rozpoznano, że z grubych gałęzi drzew, pokrytych drobniejszymi gałęziami i trawą. W momencie odkrycia były to najstarsze znane tego typu konstrukcje na świecie.

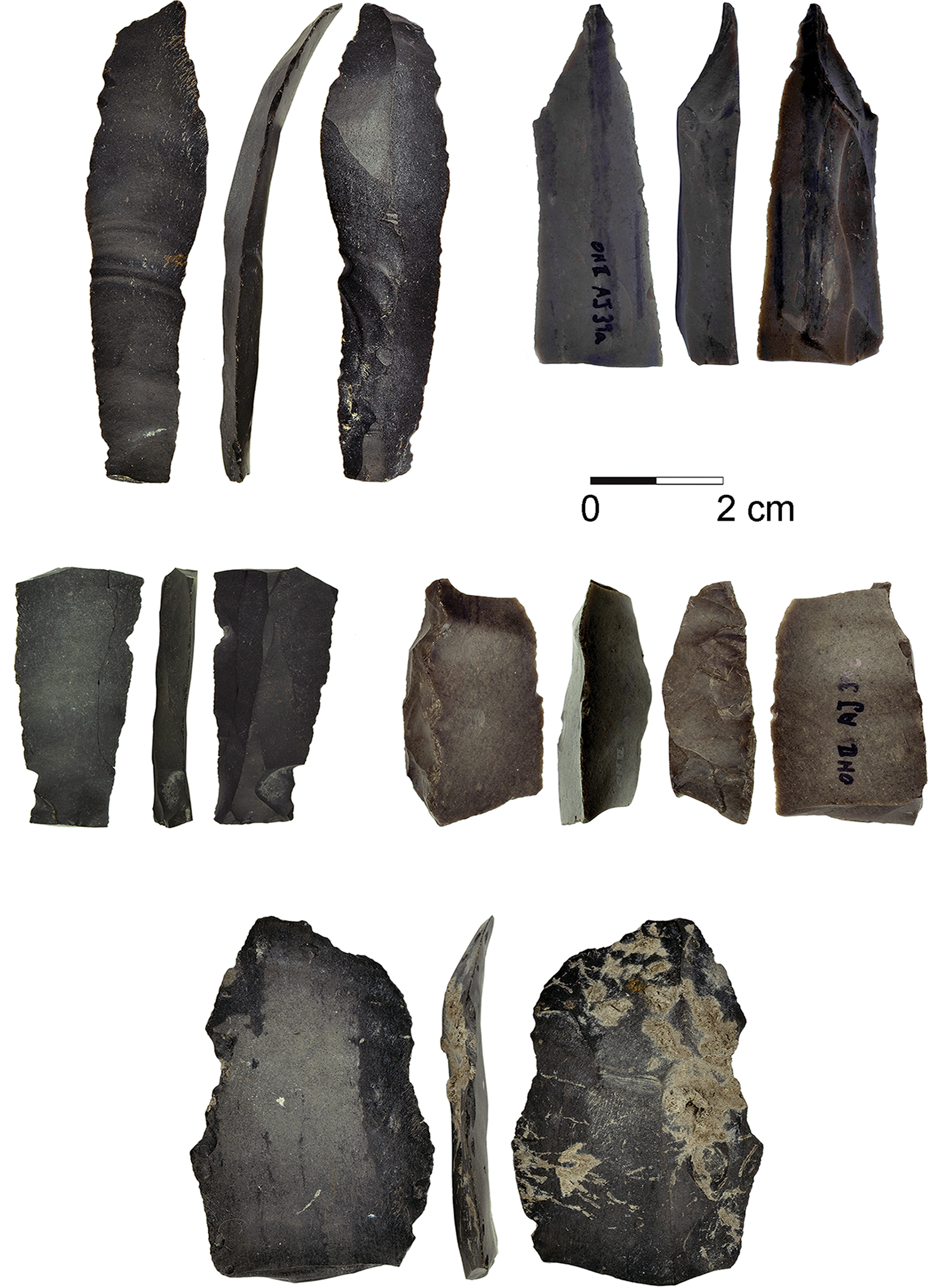
Kamienne elementy sierpów do żęcia zboża. Stanowisko Ohalo II

Znaleziono ok. 100 tys. krzemiennych narzędzi i odpadów produkcyjnych, w większości mikrolity, rdzenie, a także pozostałości ich obróbki. Są one typowe dla epipaleolitycznej kultury kebaryjskiej. Udokumentowano także bogaty liczebnie i zróżnicowany typologicznie zespół narzędzi bazaltowych i w mniejszym stopniu wapiennych, w tym interpretowanych jako obciążniki do sieci rybackich, narzędzia do rozcierania zbóż, misy kamienne, ostrza sierpów, a także narzędzia kościane i drewniane. Znaleziono wyjątkowo liczny (ok. 150 tys. nasion i owoców), zróżnicowany taksonomicznie (prawie 140 gatunków) i dobrze zachowany (niektóre nie uległy nawet uwęgleniu) zespół szczątków roślinnych, w tym nasiona dzikich zbóż – pszenicy, jęczmienia, owsa, innych jadalnych traw, np. kozieńca i stokłosy oraz pozostałości pistacji i migdałów, a także roślin strączkowych. Liczne były również pozostałości kręgowców, przede wszystkim kręgi i ości ryb (w ponad 90% są to resztki karpia i innych karpiowatych, a kilka procent to szczątki tilapii), napotkano też płytki pancerza żółwi. Wśród szczątków ssaków dominują te należące do gazeli, dość liczne są pozostałości danieli, zajęcy, lisów, występują ponadto kości gryzoni, rzadziej dzika, sarny i innych. Wśród licznych kości ptasich rozpoznano należące do ponad 80 gatunków ptaków. Niektóre kości mają ślady intencjonalnej obróbki, np. cięcia, łupania, a szczegółowe analizy ich zachowania wskazują, że tusze były przynoszone do obozu i rozbierane na miejscu. Z bezkręgowców występowały muszle ślimaków z rodzaju Melanopsis oraz koraliki wykonane z muszli morskich zwierząt z Morza Śródziemnego – ślimaków Columbella i łódkonogów z rodzaju Dentalium. Ponieważ nasiona na stanowisku pochodziły zarówno od roślin owocujących wiosną, jak i jesienią, zaś wśród ptasich kości napotkano zarówno te należące do gatunków zimujących, jak i przelotnych, to stało się to przesłanką uznania tego obozowiska nie za tymczasowe, a za zamieszkane przez dłuższy czas – cały rok lub nawet parę lat. Do tego samego wniosku prowadzi analiza szczątków ryb i gazeli.
Na obszarze obozowiska, ale poza chatami, odkopano grób ze szkieletem mężczyzny zmarłego w wieku ok. 40 lat. Badanie jego uzębienia ujawniło zmiany próchniczne w zębach i brak prawego górnego siekacza powstały za życia. Analiza szczęki sugeruje, że ząb został usunięty celowo i jeśli tak, to byłby to najstarszy znany przykład takiego zabiegu z terenu Azji południowo-zachodniej i starszy od zachowanych podobnych śladów z Afryki Północnej.
W pokrytym ściółką z traw (jest to najstarsze na świecie znalezisko śladów używania traw do wyścielenia podłogi domu), miejscami o charakterze mat, klepisku największej z chat odkryto płaski, obrobiony, bazaltowy kamień długości ok. 30 cm, unieruchomiony w podłożu przez podparcie go otoczakami i podsypanie piaskiem. Na jego powierzchni stwierdzono ślady użytkowania, a także mikroskopijne pozostałości ziaren zbóż i dużo skrobi roślinnej, głównie ze zbóż, w tym dzikiego jęczmienia, pszenicy i owsa. Na tej podstawie określono ten kamień jako żarno. W momencie opisania było ono najstarszym znanym żarnem na świecie i najstarszym na świecie zarejestrowanym przejawem mielenia zbóż przez człowieka. Bezpośrednio wokół obiektu napotkano rozsypane tysiące ziaren zbóż leżące z trzech jego stron, lecz nie z czwartej i tę pozbawioną ziaren powierzchnię podłogi zinterpretowano jako miejsce zajmowane przez osobę mielącą zboże.
Liczny i zróżnicowany taksonomicznie zespół znakomicie zachowanych szczątków rybich, zwierząt lądowych i roślin, a także znalezione na stanowisku fragmenty sznurków roślinnych i obrobione kamienie interpretowane jako obciążniki sieci pozwoliły ustalić, że społeczność je zasiedlająca prowadziła tryb życia rybacko-łowiecko-zbieracki, a pożywienie roślinne odgrywało dużą rolę w ogólnym bilansie diety. Niektóre znaleziska, jak np. dystalne paliczki ptaków i pozostałości skrzydeł, sugerują zdaniem badaczy praktyki symboliczno-rytualne.
Znakomity stan zachowania i przetrwanie artefaktów oraz szczątków organicznych in situ możliwe było dzięki temu, że osada została bardzo szybko zalana wodami jeziora i przykryta osadem dennym, pod którym znajdowała się aż do odsłonięcia w 1989 r.

## Znaczenie
Stanowisko Ohalo II ma duże znaczenie poznawcze, ze względu na to, że znaleziska w nim obecne występują in situ oraz doskonale zachowały się materiały roślinne (które są rzadko znajdywane w innych stanowiskach) i zwierzęce, co umożliwia rekonstrukcję diety i trybu życia ludności z przełomu paleolitu górnego i epipaleolitu. Ponadto dostarczyło ono najstarszych na świecie (w momencie odkrycia) śladów: obróbki dzikich zbóż, wykorzystania żarna oraz budowy domów z gałęzi. Jest też jednym z najstarszych udokumentowanych obozowisk zasiedlanych przez minimum cały rok.